# Retikuloendotheliose-Virus
Das Retikuloendotheliose-Virus (englisch Reticuloendotheliosis virus, REV, Spezies Gammaretrovirus aviretend) ist ein Retrovirus aus der Gattung der Gammaretroviren. Es verursacht bei Hühnern und anderen domestizierten Vögeln, wie Truthühnern und Gänsen, verschiedene neoplastische und nicht-neoplastische Erkrankungen.

## Virus
Das erste prototypische REV-Isolat wurde 1957 aus einem Truthahn isoliert. Über die Ausbreitung und den Infektionsmodus von REV ist wenig bekannt. Viele als Haustiere gehaltenen Vögel-Spezies weisen Antikörper gegen REV auf, ohne Krankheitszeichen zu haben. Manifeste Erkrankungen, die durch REV verursacht sind, scheinen relativ selten zu sein und treten sporadisch auf. Das Virusgenom besteht aus einer etwa 8,3 kb langen Einzelstrang-RNA mit (+)-Polarität, die die für die Retroviren typischen Genbereiche gag, pol und env und keine sonstigen akzessorischen proteincodierenden Bereiche aufweist.

## Hypothesen eines nicht-aviären Ursprungs von REV
Taxonomische Untersuchungen zeigten eine sehr enge Verwandtschaft zu einem endogenen Retrovirus aus dem Kurzschnabeligel (Tachyglossus aculeatus). Außerdem sind sich alle bisherigen REV-Isolate in der Nukleotidsequenz sehr ähnlich, so dass es keine längere Evolution gegeben haben kann. Dies hat den Verdacht hervorgerufen, dass REV kein genuin aviäres Virus ist, sondern möglicherweise durch veterinärmedizinische Manipulationen in domestizierte aviäre Spezies hineingelangt ist. Diese Hypothese wird durch die Beobachtung gestützt, dass REV-Sequenzen in zwei großen DNA-Viren gefunden wurden, die beide Vögel infizieren: im Vogelpocken-Virus (fowlpox virus. FWPV), und im Hühner-Herpesvirus 2 (GHV-2), dem Erreger der Marek-Krankheit. Da gegen beide Erkrankungen geimpft wird und bekannt ist, dass die entsprechenden Impfstoffe zum Teil mit REV kontaminiert waren, gibt es Grund zur Annahme, dass REV auf diesem Weg möglicherweise verbreitet wurde.
Niewiadomska und Gifford publizierten im Jahr 2013 die Hypothese, dass der Vorläufer aller Retikuloendotheliose-Viren durch Experimente mit einem Vogelmalaria-Parasiten in den 1930er bis 1940er Jahren in aviäre Spezies gelangt ist.
Damals suchte Lowell T. Coggeshall in New York nach einem Tiermodell für die menschliche Malaria und identifizierte im Juni 1937 aus einem Feuerrückenfasan (Lophura ignita) von der Insel Borneo aus dem New York Zoological Park (heute Bronx Zoo) eine Plasmodien-Spezies (P. lophurae), die Hühnerküken infizieren konnte. Der Parasit wurde über etliche Jahre weiter im Labor in Vögeln „passagiert“ (kultiviert). Später wurde jedoch klar, dass neben dem Parasiten immer noch ein zweites infektiöses Agens übertragen wurde. Dieses Agens wurde 1959 als Spleen necrosis virus charakterisiert, ein Virus, das später als Mitglied der REV-Familie eingeordnet wurde. Da der Parasit P. lophurae später auch in Vogel-Spezies in Borneo nie wieder gefunden werden konnte und die letzten Reste des ursprünglichen Isolats Anfang der 1980er Jahre aufgebraucht wurden, ist unklar, welche Viren P. lophurae genau beinhaltet hat bzw. aus welchem Ursprungsorganismus diese Viren stammten. Möglich ist auch, dass diese Viren erst später während der Übertragungsexperimente hineingetragen wurden. In den 1930er und 1940er Jahren wurden auch vor dem Hintergrund des Zweiten Weltkrieges umfangreiche Experimente mit Vogel-Malaria und P. lophurae durchgeführt. Zeitgleich wurden auch Experimente mit attenuierten Vogelpocken und GHV-2-Viren als Impfstoffe durchgeführt. Niewiadomska und Gifford vermuteten, dass REV auf diese Weise in GHV-2- und Avipoxvirus-Vakzinen hineingelangt ist und sich so weltweit in Vogelpopulationen ausgebreitet hat.
Ein ähnlicher Fall liegt bei dem Gibbonaffen-Leukämievirus (GaLV) vor, bei dem auch angenommen wird, dass es sich um ein ursprünglich endogenes Retrovirus in Koalabären (Koala-Retrovirus, KoRV) handelt, das unter Bedingungen der Zoo-Haltung auf die Affen übertragen wurde.

## Krankheitsbilder
Nicht-defekte REV verursachen bei Haushühnern und Enten ein Spektrum von Symptomen, das im Englischen unter dem Begriff runting disease syndrome („Verkümmerungs-Syndrom“) zusammengefasst wird. Betroffene Tiere leiden an Gedeihstörungen, Anämie, Entwicklungsverzögerung. Außerdem können chronische lymphoproliferative Erkrankungen (maligne Lymphome) entstehen. Der genetisch defekte sogenannte T-REV-Stamm enthält das retrovirale Onkogen v-rel im Genom und führt zu einer Erkrankung, die als ‚Retikuloendotheliose‘ bezeichnet wird und von der das Virus seinen Namen erhalten hat. Es handelt sich um ein akutes malignes Geschehen, bei dem vermutlich verschiedene Zelltypen infiziert werden (Lymphozyten, mesenchymale Zellen u. a.). T-REV und Reticuloendotheliose gibt es nur unter experimentellen Laborbedingungen, sie existieren nicht in freier Wildbahn.